# Buzduc, Dolj
Buzduc este un sat în comuna Drăgotești din județul Dolj, Oltenia, România.
Satul Buzduc este unul din cele șase sate componente ale comunei Drăgotești situat la aproximativ 30 de km de Craiova.
Teritoriul satului este străbătut de pârâul Brâncoveanca de la vest la est.
În perioada interbelică un mare magistrat din București, Nicolae Viișoreanu, și-a construit pe malul pârâului un conac înconjurat de un parc.
 Acest articol despre o localitate din județul Dolj este deocamdată un ciot. Puteți ajuta Wikipedia prin completarea lui.